# Krzyżewko (jezioro)
Krzyżewko lub Krzyż – jezioro w Polsce, położone w województwie warmińsko-mazurskim, w powiecie olsztyńskim, w gminie Olsztynek.

## Położenie
Według regionalizacji fizycznogeograficznej Polski jezioro leży na Równinie Olsztynka, stanowiącej część makroregionu Pojezierza Mazurskiego. Natomiast według regionalizacji przyrodniczo-leśnej jezioro znajduje się w mezoregionie Puszcz Mazurskich, w dorzeczu Łyna–Pregoła. Łyna wpada do jeziora od południa, a odpływ na północy prowadzi wody do jeziora Brzezienko.
Brzegi otaczają mokradła i pola, z wyjątkiem zachodnich i północnych, które są wysokie, porośnięte lasem.
Zbiornik wodny według typologii rybackiej jezior zalicza się do linowo-szczupakowych.
Jezioro leży na terenie obwodu rybackiego rzeki Łyna – nr 2.

## Morfometria
Według danych Instytutu Rybactwa Śródlądowego powierzchnia zwierciadła wody jeziora wynosi 9,2 ha. Średnia głębokość zbiornika wodnego to 3,5 m, a maksymalna – 10,6 m. Lustro wody znajduje się na wysokości 126,5 m n.p.m. Objętość jeziora wynosi 323,1 tys. m³. Maksymalna długość jeziora to 400 m, a szerokość 385 m. Długość linii brzegowej wynosi 1150 m.
Inne dane uzyskano natomiast poprzez planimetrię jeziora na mapach w skali 1:50 000 według Państwowego Układu Współrzędnych 1965, zgodnie z poziomem odniesienia Kronsztadt. Otrzymana w ten sposób powierzchnia zbiornika wodnego to 9,0 ha.